# Славутич
Славу́тич (на украински: Славутич) е град в Киевска област, Украйна, построен през 1986 г. с цел да подслони евакуираните работници от Припят след Чернобилската авария. Разположен е на 45 km североизточно от Припят и на 40 km западно от Чернигов. Въпреки че географски попада в Черниговска област, градът административно е подчинен на Киевска област. Към 2014 г. има население от 25 112 души.

## История
Чернобилската авария принуждава правителството да евакуира 50-те хиляди граждани на гр. Припят. За да продължи експлоатацията на Чернобилската АЕЦ след аварията, през октомври 1986 г. е взето решение за построяване на нов град, който да подслони работниците на централата. През ноември градът е проектиран, а през декември започва строежът. В него участват строители от 8 съветски републики: Украйна, Русия, Литва, Латвия, Естония, Грузия, Армения и Азербайджан. Това придава на всеки квартал различен, национален стил на архитектура. През 1987 г. в града вече живеят хора. Това е най-младият град в Украйна.

## Население
Славутич има висока раждаемост и ниска смъртност. Това е градът с най-ниска средна възраст в Украйна. Повече от една трета от населението на града са деца. Все пак се наблюдава и отлив на младото население, дължащ се на закриването на атомната централа.
| 1989   | 2001   | 2011   | 2012   | 2013   | 2014   |
| ------ | ------ | ------ | ------ | ------ | ------ |
| 11 364 | 24 402 | 24 492 | 24 726 | 24 826 | 25 112 |

### Етнически състав
Към 2001 г. в Славутич живеят:
| украинци (63.3%) руснаци (30.0%) беларуси (4.1%) други (2.6%) |

## Икономика
До 2000 г. девет хиляди души от града работят в Чернобилската АЕЦ. След официалното затваряне на централата, повечето служители са заети с извеждането ѝ от експлоатация и обезопасяването ѝ. Тъй като в миналото централата е създавала повечето приходи към бюджета на града, след затварянето ѝ градът получава статут на специална икономическа зона. Славутич разполага и с жп гара на линията Чернигов – Чернобил.